# Queensland Raceway
Il Queensland Raceway è un circuito vicino alla città di Ipswich, nel Queensland, Australia. Per la sua caratteristica forma, è stato soprannominato "la graffetta". Il percorso è stato disegnato da Tony Slattery in collaborazione con il professor Rod Troutbeck.
Il circuito ospita varie competizioni, dalle V8 Supercars al campionato Superbike nazionale.

## Dati tecnici
Il Queensland Raceway è lungo 3,12 km e largo 12 metri. Il senso di marcia è orario e dispone di 6 curve. Grazie al terreno pianeggiante dove è situato il circuito, gli spettatori hanno un'ottima visione del percorso dagli spalti. Il percorso è molto sconnesso.

## Dick Johnson Straight
Nel 2001 la parte anteriore del circuito è stata intitolata Dick Johnson Straight, in onore del pilota Dick Johnson, cinque volte campione nazionale e tre volte vincitore a Bathurst. Sul muro della pit-lane è presente una targa commemorativa a lui dedicata.
L'inaugurazione di questo tratto è avvenuta nel 2001, durante il pregara del VIP Petfoods Queensland 500. L'anno precedente, Dick Johnson aveva abbandonato il mondo delle corse disputando una gara delle V8 Supercars proprio su questo circuito con suo figlio Steve.

## Aggiornamenti futuri
Il 1º maggio 2010 ha avuto luogo un grave incidente nel Queensland Raceway. Ciò ha indotto il proprietario del circuito John Tetley a confermare un rifacimento del percorso entro la fine del 2010.